# Henry Hotze

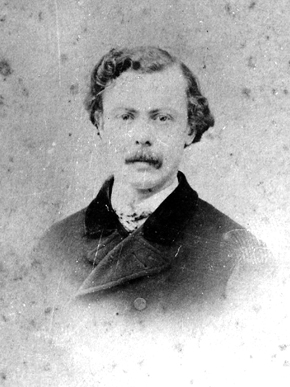
Henry Hotze

Henry Hotze (* 2. September 1833 in Zürich; † 19. April 1887 in Zug) war ein während des amerikanischen Bürgerkriegs in London wirkender Agent der Konföderierten Staaten von Amerika. Der vehemente Unterstützer der Sklaverei gilt als einer der einflussreichsten Propagandisten für die Konföderierten in Europa.

## Herkunft
Seine Eltern waren der Hauptmann in französischen Diensten Rudolf Hotze (1802–1849) und die Zürcherin Sophie Esslinger (1810–1891).

## Leben
Geboren 1833 in der Schweiz, emigrierte Hotze 1850 in die USA, siedelte sich in Mobile in Alabama an und wurde 1856 US-Staatsbürger. Im Auftrag von Josiah C. Nott übersetzte er 1856 die von Arthur de Gobineau verfasste rassentheoretische Schrift Essai sur l’inégalité des races humaines unter dem Titel Moral and Intellectual Diversity of Races ins Englische und machte sie damit als Propagandamittel für die Nutznießer und Verfechter der Sklaverei verfügbar.
Während des Sezessionskrieges hielt Henry Hotze sich in London auf und wirkte dort als von den Konföderierten Staaten von Amerika bezahlter Agent und Propagandist. Seine Aufgabe bestand darin, die Sache der Konföderierten in der europäischen Öffentlichkeit in einem guten Licht erscheinen zu lassen. Er publizierte zum Beispiel unter dem Pseudonym „Moderator“ mehrere Briefe in der Londoner Morning Post, in denen er die Notwendigkeit der Unabhängigkeit und der Anerkennung der Konföderierte Staaten von Amerika durch europäische Regierungen darstellte. Des Weiteren gründete er die Zeitung The Index, eine konföderierten- und sklavereifreundliche Publikation, die von vielen Sympathisanten der Südstaaten innerhalb der britischen Regierung und Europa gelesen wurde. Daneben bestach er auch Journalisten und druckte eine Vielzahl von propagandistischen Büchern und Pamphleten.
Seine Publikationen unterstützten auch die 1863, einige Wochen nach Lincolns Emanzipationserklärung gegründete, Anthropological Society in London, deren Mitglieder überwiegend eine gemeinsame Abstammung aller Menschen, insbesondere eine gemeinsame Abstammung von Schwarzen und Weißen, ablehnten. Hotzes Publikationen lobten die Anthropological Society für ihr Eintreten gegen die Gleichheit aller Menschen, da der Schöpfer verschiedene Gruppen von Menschen für verschiedene Dienste markiert habe. Sie griffen Anti-Sklaverei-Gruppen an, aber zum Beispiel auch Charles Darwin für dessen Theorie, die eine gemeinsame Abstammung aller Menschen impliziere, da es absurd sei von Weißen und Schwarzen so zu sprechen, als ob sie von gleicher Abstammung seien („as if they belong to one stock… Both M. de Gobineau and Mr. Hotze were wise enough to avoid the rock on which Mr. Darwin made shipwreck.“ The Distincions of Race, Index, 23, 1862).
Nach dem Bürgerkrieg kehrte Henry Hotze nicht mehr in die USA zurück. Nach mehreren Aufenthaltswechseln zwischen London und Paris verstarb er 1887 in Zug, Schweiz.